# Kazuhiro Murakami
Kazuhiro Murakami (村上 和弘?, Murakami Kazuhiro; Prefettura di Mie, 20 gennaio 1981) è un ex calciatore giapponese, di ruolo difensore.